# Provincia di Muñecas
La provincia di Muñecas è una delle 20 province del dipartimento di La Paz nella Bolivia occidentale. Il capoluogo è la città di Chuma.
Al censimento del 2001 possedeva una popolazione di 25.163 abitanti.

## Geografia antropica

### Suddivisioni amministrative
La provincia è suddivisa in 3 comuni:
- Ayata
- Aucapata
- Chuma